# Entoria
Entoria est, selon Plutarque, la fille d’Icarios et la mère des enfants de Saturne, soit la mère des saisons et une variante romaine tardive du mythe d’Érigone.
« L'histoire d’Icare, qui donna l'hospitalité à Bacchus, est rapportée par Ératosthène dans son Érigone. Saturne étant venu loger chez un laboureur, eut commerce avec sa fille Entoria, jeune personne d'une grande beauté. De ce commerce naquirent quatre fils, Janus, Hymnus, Faustus et Félix. Saturne apprit à son hôte l'art de cultiver la vigne et de faire le vin, et le chargea de le communiquer à ses voisins. Icare le fit, et ses voisins, qui n'étaient pas accoutumés à cette boisson, tombèrent dans un sommeil profond. A leur réveil, ils crurent qu'on les avait empoisonnés, et ils lapidèrent Icare. Ses quatre petits-fils se pendirent de désespoir. »
— Plutarque, « Parallèles d'histoires grecques et latines », 18
Dans le mythe athénien, c’est Érigone qui atteint à sa vie, et non ses enfants :
« [Les Alétides sont des] fêtes & sacrifices solennels que l’on célébrait à Athènes par des chants en l’honneur d’Erigone, appelée autrement Aletis, fille d’Icare, laquelle conçut une douleur si vive de la mort de son pere, qu’elle se pendit de désespoir. »
— Alétides, Dictionnaire de Trévoux, 1771  (Wikisource)
Plutarque tente, dans ses Vies parallèles des hommes illustres, de rapprocher mythologies grecque et romaine. Le mythe grec d’Érigone est une fable sur la piété filiale et le châtiment qui attend ceux qui y dérogent :
« Érigone en mourant pria les Dieux de permettre que toutes les filles d’Athènes périssent d’une manière aussi honteuse, si leurs parents ne vengeaient la mort d’Icare. Les Athéniens ayant négligé cette vengeance, les vœux d’Érigone eurent leur effet. Car les jeunes filles d’Athènes pour la plupart saisies d’un esprit de vertige, se donnèrent la mort. Leurs parents effrayés de ces accidents, consultèrent l’Oracle d’Apollon, qui leur ordonna d’instituer la fête dont je parle, pour apaiser les manes d’Icare. »
— Dictionnaire de Trévoux, 1771
Transposé à Rome, chez Plutarque, cela devient plus abstrait, plus cosmogonique : 
« Les Romains, affligés de la peste, consultèrent l’oracle de Delphes, qui leur dit que ce fléau cesserait lorsqu'ils auraient apaisé la colère de Saturne et les génies de ceux qui avaient péri injustement. Lutatius Catulus, d'une famille patricienne, fit bâtir un temple à Saturne auprès du mont Tarpéien, et y éleva un autel à quatre faces, soit à cause des quatre petits-fils d'Icare, soit par allusion aux quatre saisons de l'année, à laquelle il ajouta le mois de janvier. Saturne plaça tous ses enfants parmi les astres. Trois d'entre eux sont appelés protrygétères, et Janus, qui se lève le premier, est une étoile qui paraît auprès de la Vierge. »
— Plutarque